# Fier (rivière)
Pour les articles homonymes, voir Fier.
Le Fier [fjɛʁ]  est une rivière-torrent des Préalpes de Haute-Savoie, affluent de la rive gauche du Rhône, d'une longueur de 71,9 km. Il présente une intéressante diversité naturelle, tant au niveau de sa flore (forêts fossiles et forêts alluviales) que de sa faune.

## Étymologie

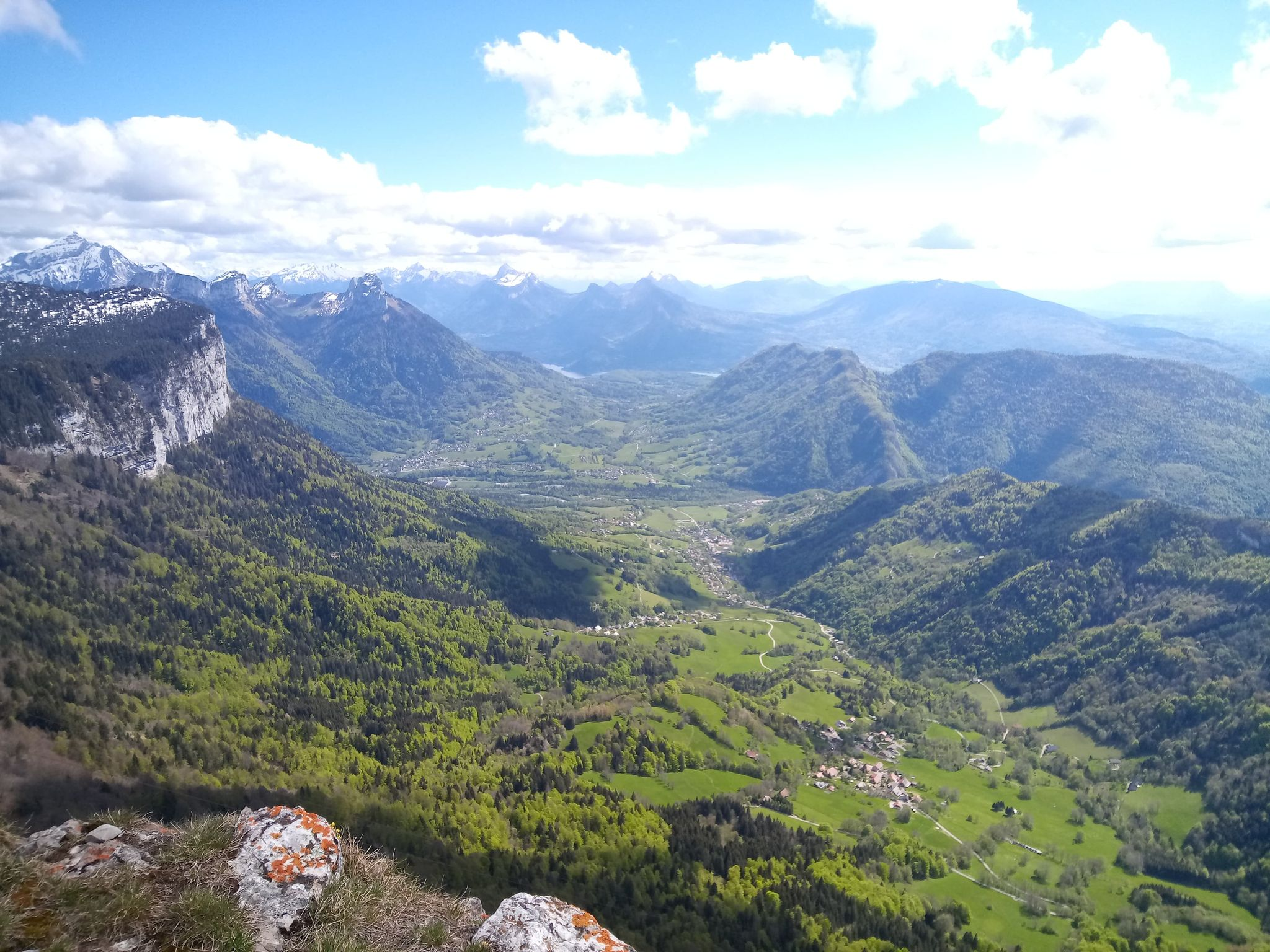
La vallée de Dingy-Saint-Clair vue depuis le Parmelan. La vallée est barrée par le torrent du Fier qu'on voit partir dans le défilé de Dingy pour pénétrer sur la commune d'Annecy-le-Vieux. Sur la droite après le défilé, la crête du mont Baret. Tout au fond, dans un même alignement, on aperçoit le col de Bluffy, le roc de Chère, le lac d'Annecy et l'élégante courbe de la montagne d'Entrevernes. Les montagnes du fond font partie du massif des Bauges.

Le nom du Fier (prononcé traditionnellement [fje], le r peut ne pas se prononcer) est à rapprocher étymologiquement d'autres noms de cours d'eau de la région. Selon les sources, il partage la même racine que Chéran, Guiers et Gier.
La prononciation correcte de Fier est celle du verbe français « fier », ce qui, par analogie avec Guiers et Gier, relève de l'évidence. La prononciation de Fier à la manière de l'adjectif français « fier », bien qu'erronée, s'est malgré tout répandue et est devenue l'usage[réf. nécessaire].

## Géographie
D'une longueur de 71,9 km, le Fier prend sa source dans la chaîne des Aravis, au mont Charvin, descend la vallée de Manigod, puis celle de Thônes. Il se transforme en puissant torrent pour forcer le défilé de Dingy-Saint-Clair (voir photo ci-dessous), puis pour contourner Annecy-le-Vieux et Annecy par le nord et l'ouest. Là, il traverse les impressionnantes gorges du Fier, avant de se frayer le passage entre quelques hautes collines pour retrouver le reposant Val-de-Fier. Mais rapidement, il va, à nouveau, se transformer en puissant torrent pour forcer le passage entre la montagne du Gros Foug (1 057 m) et la montagne des Princes (937 m) pour former les gorges du Val du Fier, avant-dernier exploit, avant son union avec le Rhône, au sud de Seyssel (Haute-Savoie), où sa puissance est telle qu'il se permet de pénétrer le fleuve dans le sens inverse du courant.

## Affluents et caractéristiques
Ses principaux affluents sont :
- le Nom (rive droite) à Thônes 17,8 km ;
- la Fillière (rive droite) à Argonay, débit moyen 4,5 m3/s 24,2 km ;
- le Thiou (rive gauche) (rivière de 3,5 km de long, la plus courte de France, exutoire du lac d'Annecy) à Annecy, débit moyen 8,0 m3/s ;
- le Chéran (rive gauche) à Rumilly, débit moyen 7,8 m3/s 53,7 km.

La rivière est alimentée essentiellement par des eaux de fonte des neiges au printemps et par des eaux de pluie. Après des épisodes pluvieux, son débit augmente fortement pendant 2 à 4 jours.

## Hydrologie

### Le Fier à Vallières
Le débit moyen interannuel du Fier a été observé et calculé pendant une période de 59 ans (1948-2006) à Vallières localité située à 4 kilomètres en aval de Rumilly,. Il se monte à 41,2 m3/s pour une surface de bassin de 1 350 km2, soit la presque totalité de son bassin versant qui fait 1 380 km2.
La rivière présente des fluctuations saisonnières de débit typiques du régime à la fois nival et pluvial, avec une longue période de hautes eaux (novembre à début juin) dédoublée, à la suite des pluies d'automne d'une part, et de la fonte des neiges au printemps d'autre part. Les hautes eaux présentent donc un double sommet, portant le débit mensuel moyen à un premier sommet de 47,2 m3/s en novembre, puis après une baisse à 41,6 m3/s en janvier, un nouveau sommet allant de 55,1 à 62,2 m3/s en mars-avril-mai (avec un maximum en avril). Survient alors une chute rapide des débits, se terminant en une période d'étiage en juillet-septembre, avec baisse du débit moyen mensuel jusqu'au niveau de 18,2 m3/s au mois d'août, ce qui reste assez costaud, il est vrai, comparé aux étiages de la grande majorité des cours d'eau français.

### Étiage ou basses eaux
Aux étiages, le VCN3 peut chuter jusque 4,44 m3/s, en cas de période décennale sèche.

### Crues
Les crues peuvent être assez importantes, quoique largement inférieures à ce qui prévaut dans d'autres régions du pays (bassin de la Loire, de la Moselle ou Cévennes par exemple). En effet, le QIX 2 et le QIX 5 valent respectivement 398 et 494 m3/s. Le QIX 10 est de 577 m3/s, tandis que le QIX 20 et QIX 50 ne sont pas disponibles mais se situent dans la même logique croissante.
Le débit journalier maximal publié à Vallières est de 900 m3/s (le 18 mars 1951).

### Lame d'eau et débit spécifique
Au total, le Fier est une rivière fort abondante, bien alimentée par des précipitations elles aussi abondantes, dans les régions montagneuses de son bassin. La lame d'eau écoulée dans le bassin versant de la rivière est de 964 millimètres annuellement, ce qui est très élevé, presque trois fois la moyenne nationale, mais tout à fait normal dans les départements savoyards. Le débit spécifique (ou Qsp) atteint 30,5 litres par seconde et par kilomètre carré de bassin.

### Hydroélectricité
Quatre installations hydroélectriques implantées et gérées par EDF sur le cours du Fier en aval d'Annecy.
- Centrale de Brassilly construite en 1904 sur la commune de Poisy par la Société des Forces du Fier pour électrifier la ville d'Annecy et son industrie. Le barrage de 50 de large et 4,5 m de hauteur alimente deux conduites forcées dans un tunnel de 1 km de longueur et un dénivelé de 20 m. La centrale (r.d.) est située à la sortie d'une boucle du Fier et comportait à l'origine 3 turbines de 375 CV[5]; en 1994, elle a été rénovée et équipée de deux groupes d'une puissance globale de 2,5 MW[4].
- Centrale de Chavaroche qui comporte un barrage de dérivation sur la commune de Poisy, alimentant un canal de dérivation et un tunnel sur la commune de Lovagny, passant ensuite sur un pont sur le Fier avant la centrale de Chavaroche construite en 1923 à 4 km du barrage[5]. D'une puissance de 7,3 MW, elle est équipée de 4 groupes alternateurs. En 2017, le barrage de Chavaroche a été complété par une turbine sur vis d'Archimède de 90 KW pour turbiner le débit réservé.
- Centrale de Vallières mise en service en 1928 sur la commune de Vallières[4]. Le barrage de retenue ( barrage poids ) haut de 20 m et long de 82 m génère une retenue de 600 000 m3 sur le Fier. La centrale mitoyenne a une puissance installée de 13,5 MW avec trois groupes alternateurs.
- Centrale de Motz mise en service en 1920 sous le nom de Centrale des Portes du Fier par la Société hydroélectrique de Lyon avec 4 puis 5 turbines pour 13,5 MW. Elle appartient à l'EDF depuis 1946, qui l'a remplacée en 1988 par une nouvelle centrale de trois groupes alternateurs pour une puissance totale installée de 34,8 MW. Elle est alimentée par une conduite d'amenée de 1,4 km depuis le barrage de Motz, haut de 53 m et long de 35 m générant une retenue de 32 hectares sur le Fier.

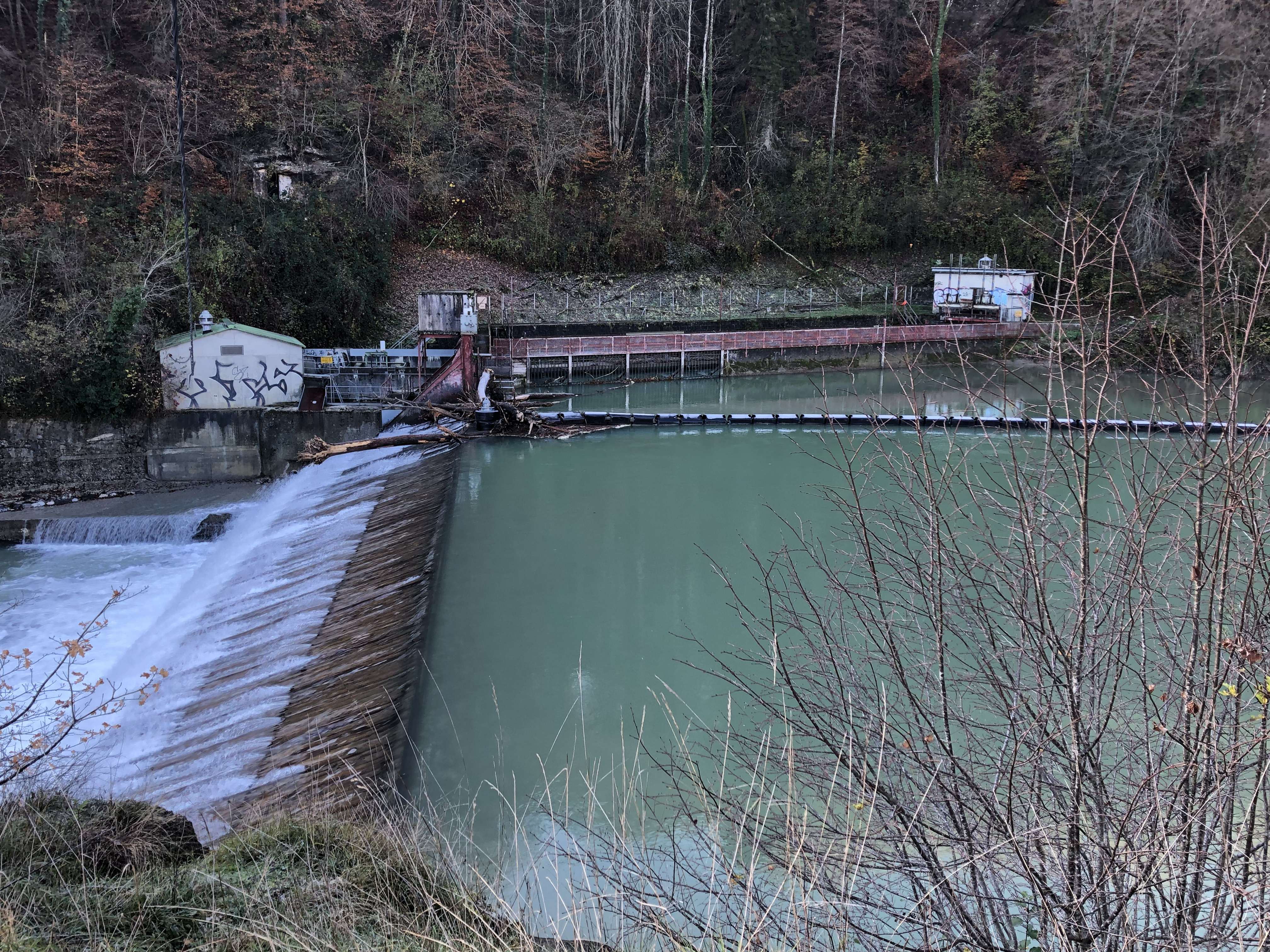
Barrage de Brassilly sur le Fier.

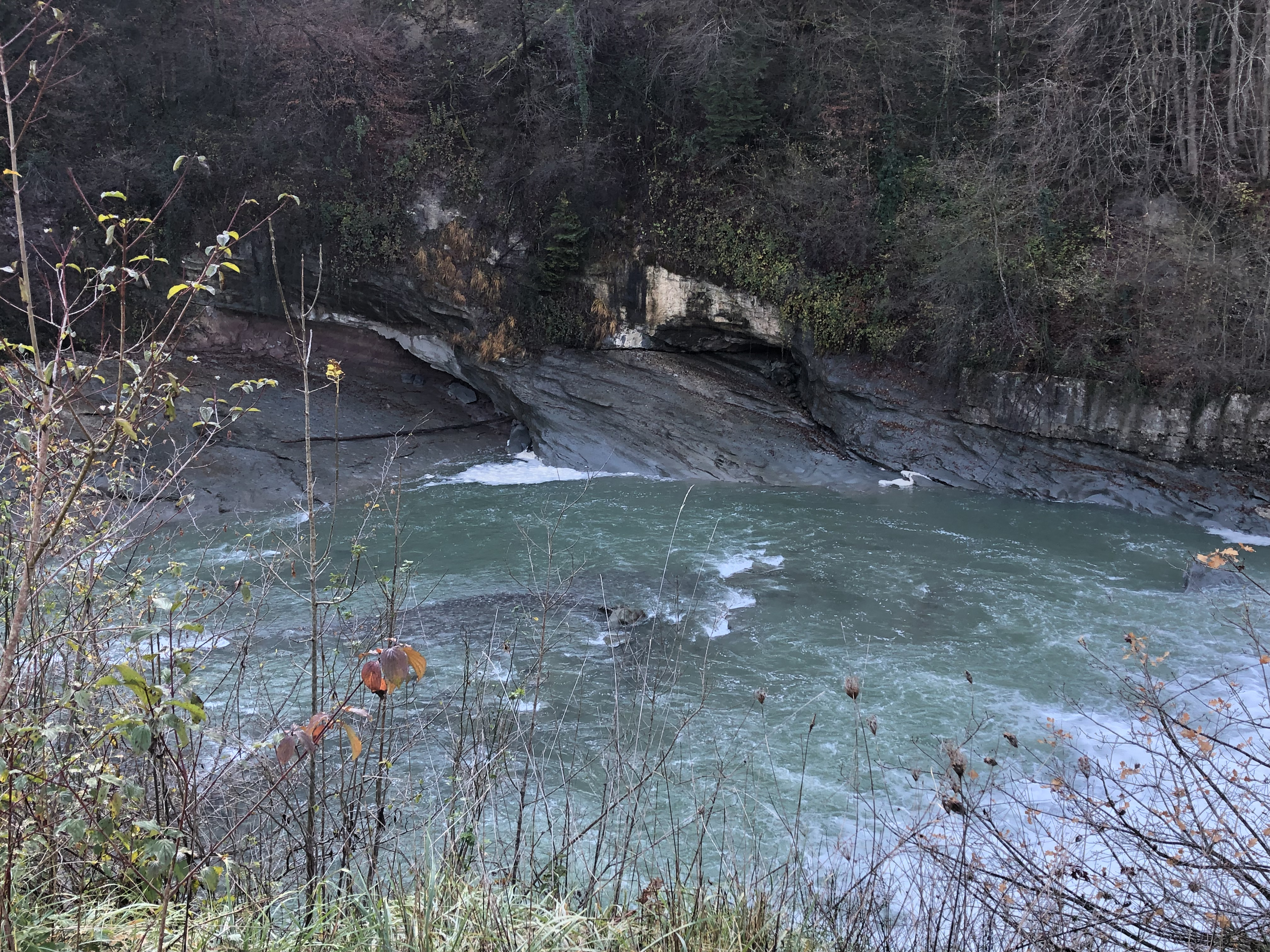
Le fier en aval du barrage de Brassilly.

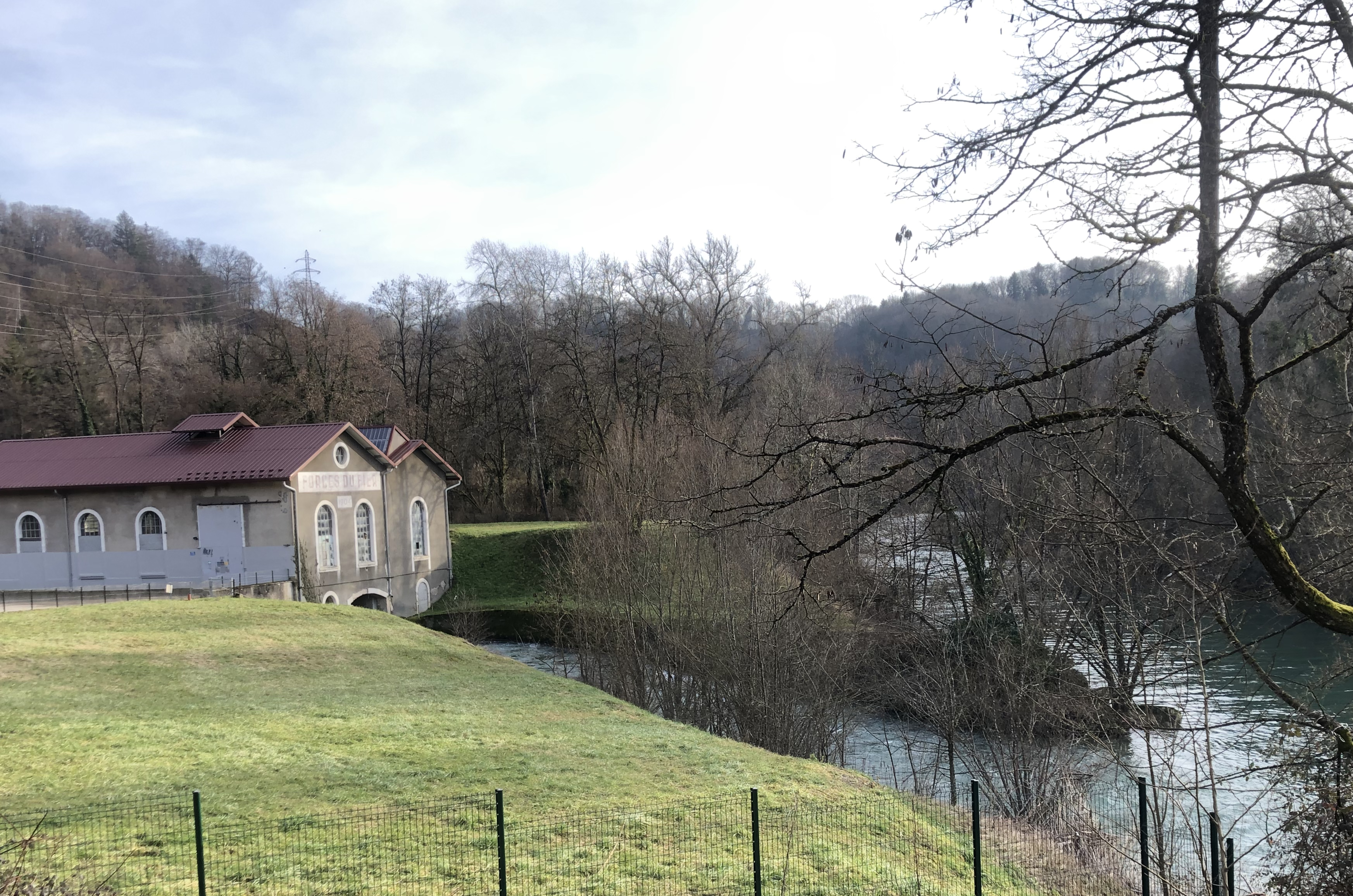
Centrale hydroélectrique de Brassilly et son canal de chasse.

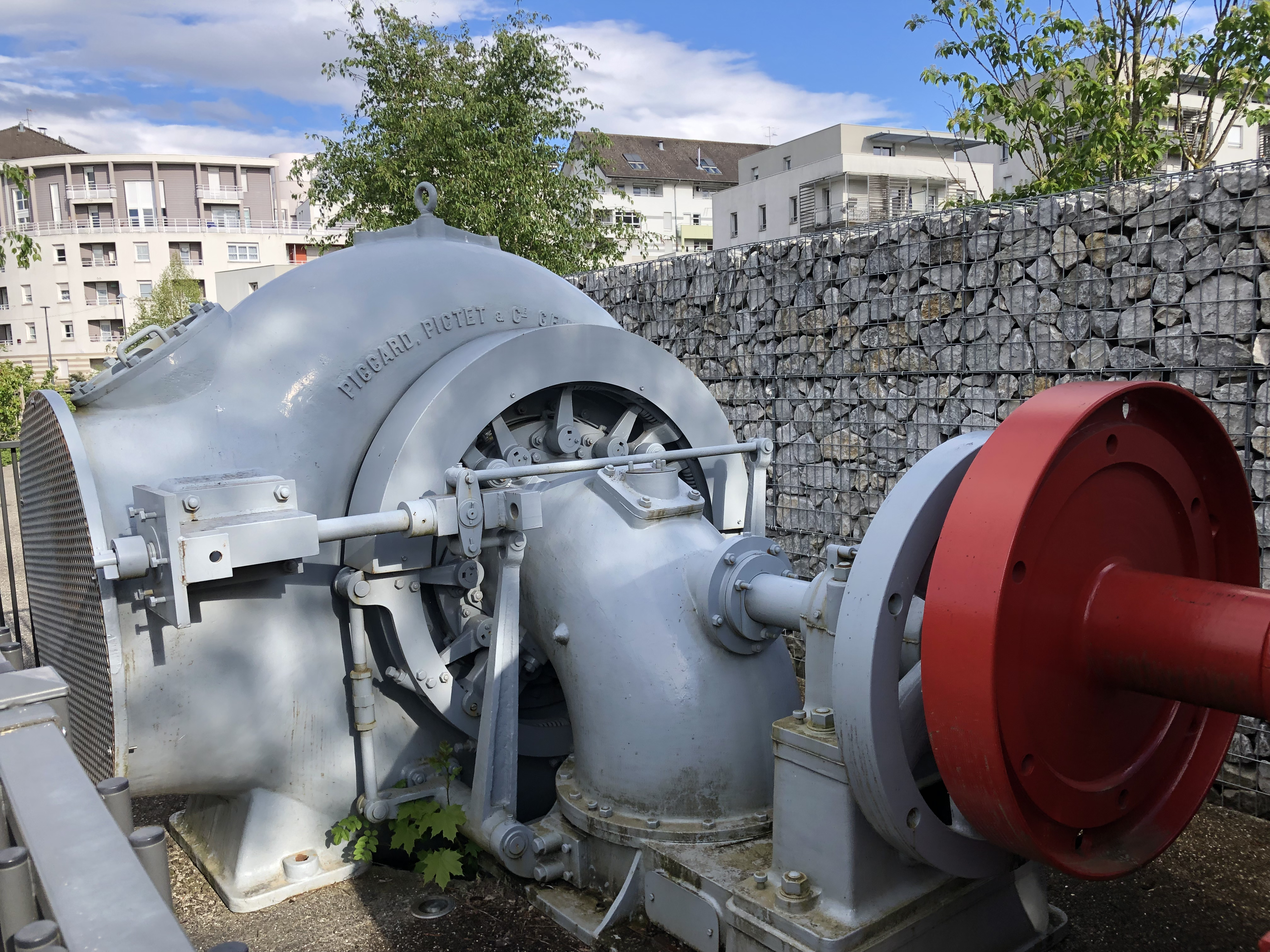
Turbine de la centrale de Brassilly 1904. Exposée à Cran-Gévrier.

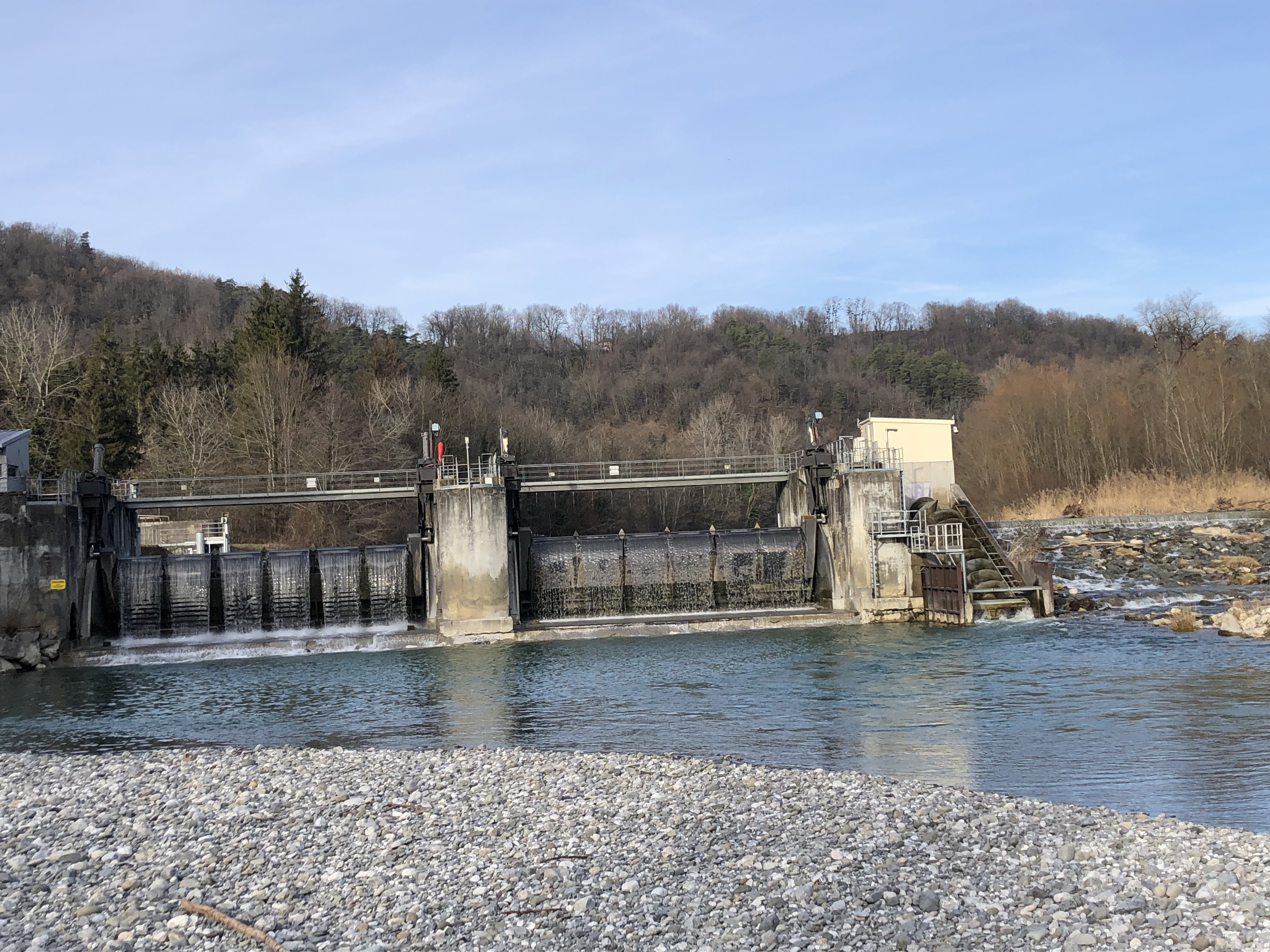
Barrage de Chavaroche et sa turbine à vis d'Archimède.

## Les territoires du Fier

### La vallée de Manigod

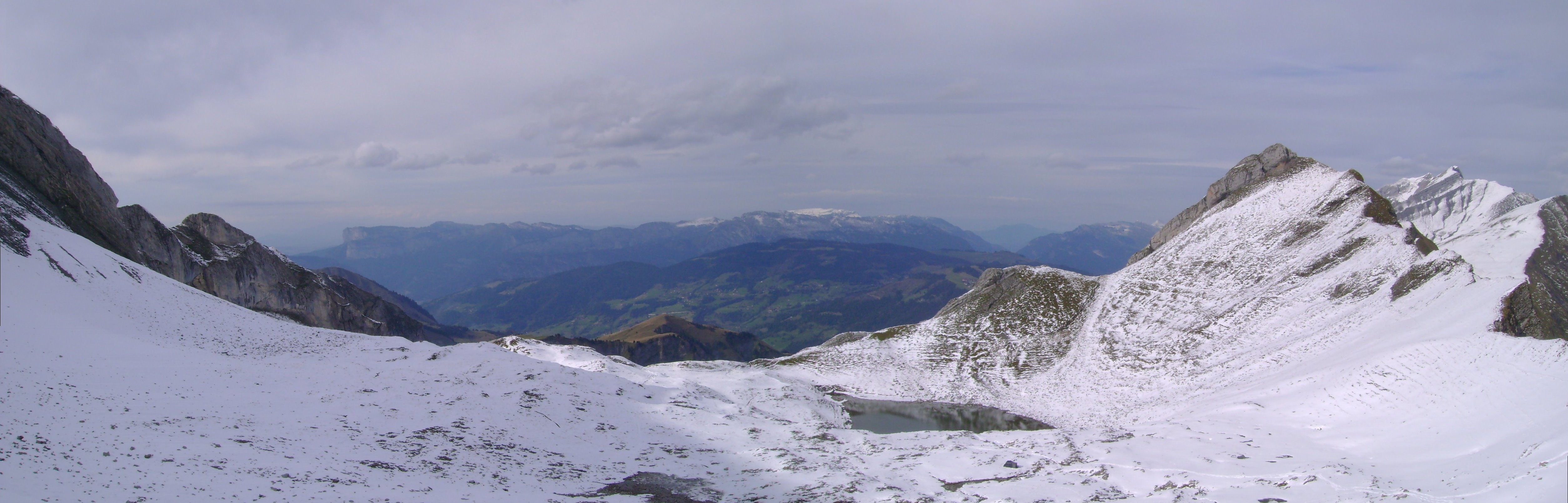
Le lac du Charvin.

C'est dans cette vallée que le Fier prend sa source au cœur de la chaîne des Aravis, au lac du Mont-Charvin à 2 000 mètres d'altitude, dominé par les alpages du mont Charvin (2 409 m), de la Goenne (2 174 m) et de la tête de l'Aulp. Il descend la vallée, orientée est-ouest, en passant par les hameaux de « La Charmette », « Tournance », « Joux » (878 m), « Les Choseaux », « Villard-Dessus » (r.d), Manigod (r.d), le village du chef Marc Veyrat, « Villard-Dessous » (r.d, 748 m), Les Clefs (r.d).
Aux Clefs, il est rejoint par son premier affluent d'importance, le « Chamfroid » (r.g), avant de bifurquer vers le nord et d'arriver à Thônes.

### La vallée de Thônes
Avant d'arriver, il longe le hameau de « Chamossières » (r.g), la chapelle de Galatin (r.d, 644 m) et le hameau de « La Curiaz ». À Thônes, le Fier est rejoint par le torrent du Nom (rive droite), son vrai premier affluent, en provenance de Saint-Jean-de-Sixt et de La Clusaz.
Le Fier a été dans l'histoire responsable de nombreuses catastrophes coupant fréquemment les voies de circulation contraignant les habitants à passer par les cols pour rejoindre les autres vallées. En janvier 1899, la place Avet de Thônes avait été noyée sous 80 cm d'eau. Au XIXe siècle, le maire de La Nouvelle-Orléans, Nicolas Girod, natif de Thônes avait proposé de payer des travaux d'endiguement sur ses fonds propres, mais la mésentente intercommunale avait finalement fait échouer le projet

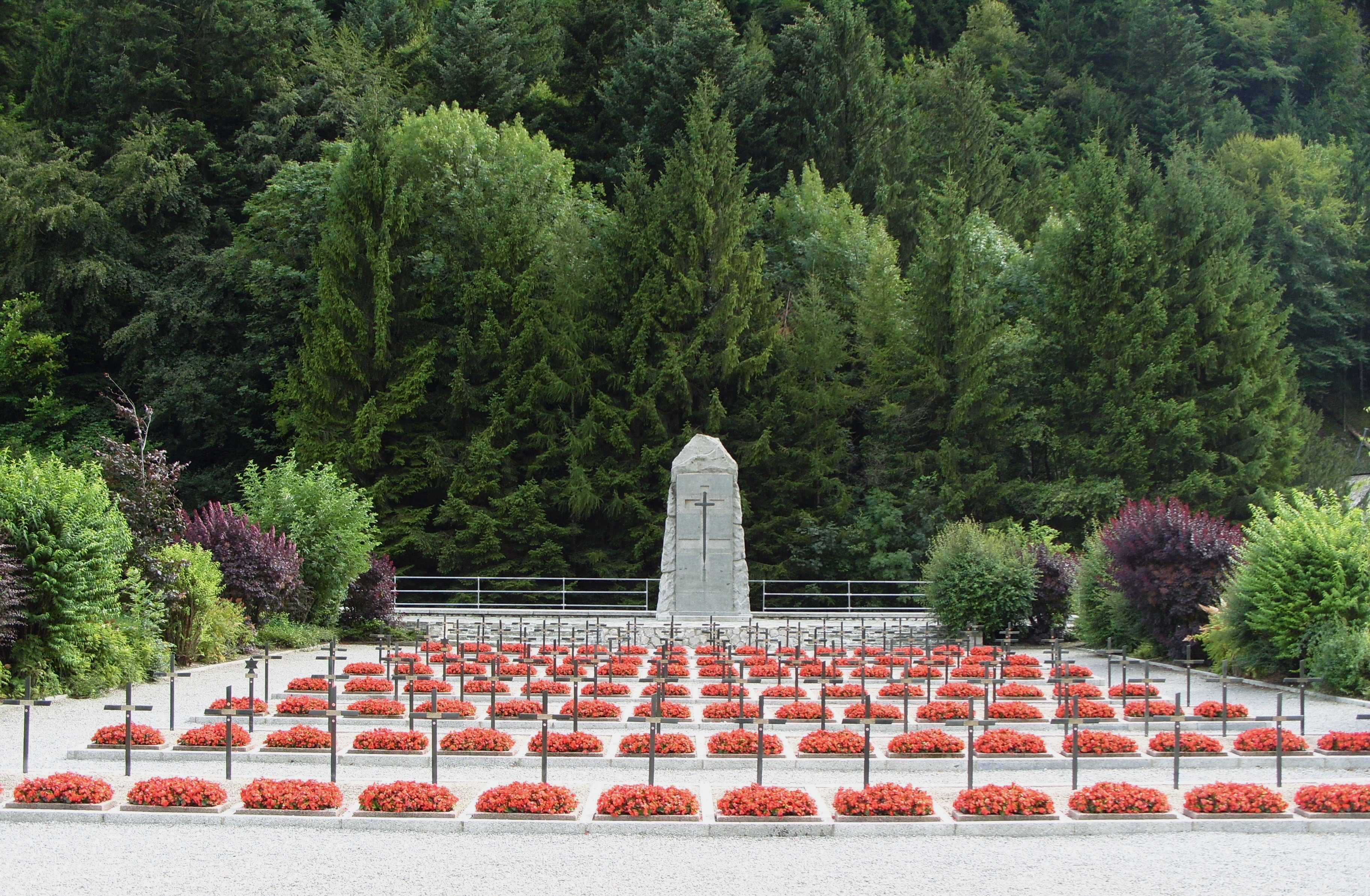
La Nécropole nationale des Glières.

Après Thônes, il continue dans une vallée plus large, reprenant une orientation vers l'ouest, logeant les hameaux de « Tronchine » (r.g), de « Bellossier » (r.g) où il est rejoint par un nouvel affluent « Le Malnant » (r.g), le hameau de « Thuy » (r.d) où il est rejoint (r.d) par un petit torrent, avant de passer exactement entre les sites de la Nécropole nationale des Glières (r.g), sanctuaire des résistants hauts-savoyards de la Seconde Guerre mondiale, et le site préhistorique de la grotte de la Balme-de-Thuy (r.d), qui témoigne de la colonisation de la vallée dès l'âge du bronze par une peuplade de pasteurs. Après la grotte, il est rejoint par un autre torrent (r.d) appelé l'« Arpette de Thuy ».
Continuant son cours, le Fier longe le village de La Balme-de-Thuy (r.d), passe entre le hameau de « Charvex » (r.d) et le village d'Alex (r.g) où il est rejoint par un nouvel affluent « Le Nant d'Alex » (r.g), puis passe le hameau de « Chessenay » (r.d), de « Le Pont » (r.g), le château de Folliet (r.g) et le hameau de « Glandon » (r.d), où il est rejoint par un petit affluent (r.d) qui irrigue la vallée de Dingy-Saint-Clair. Toute cette partie de la vallée est un paradis pour les pêcheurs à la mouche, le Fier déambule lentement le long de berges sableuses. Une colonie de hérons cendrés y a élu domicile. Aux XVIIe et XVIIIe siècles, le sable de la rivière et le bois des forêts permirent l'exploitation d'une verrerie dans la commune d'Alex qui compta jusqu'à un millier d'habitants en 1800.

### Le défilé de Dingy

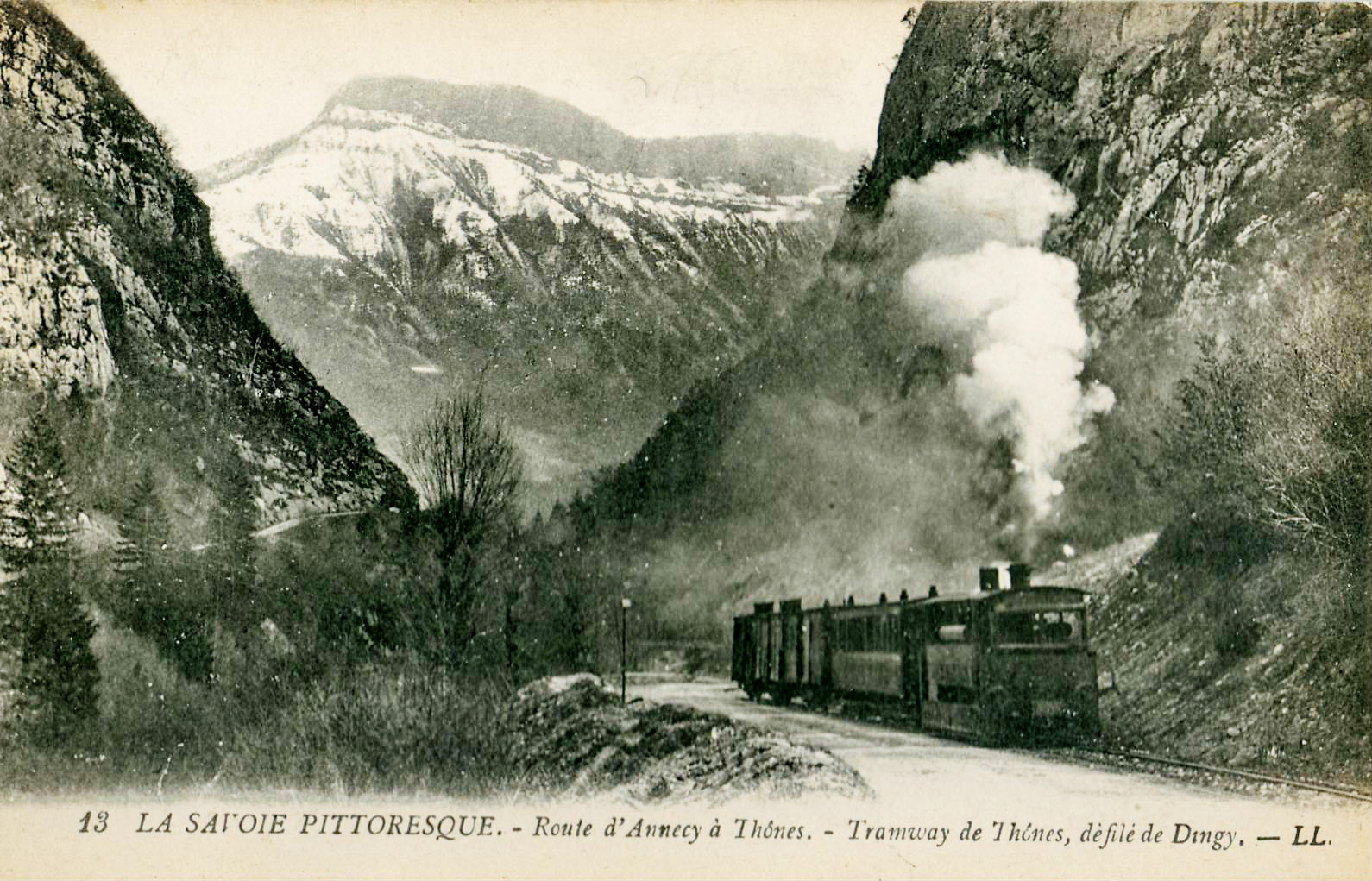
Le site a un caractère touristique reconnu de longue date, comme le montre cette carte postale du début du XX, qui représente également le chemin de fer secondaire à vapeur qui le parcourait, le Tramway d'Annecy à Thônes.

Juste avant le défilé, il passe sous le nouveau pont, puis sous l'ancien pont Saint-Clair, avant de se précipiter en grondant dans la traversée du défilé de Dingy jusqu'aux hameaux de « Nanoir » (r.d) et de « Rochebard » (r.d), deux et trois kilomètres plus loin. Désormais il traverse le territoire de l'agglomération d'Annecy.
Le 1er juillet 1730, Jean-Jacques Rousseau, parti d'Annecy pour une promenade d'une journée, rencontre à Dingy, les demoiselles Claudine Galley et Graffenried. Il les accompagne jusqu'au manoir de La Tour, une maison forte située au pied de « Glapigny » à Thônes, où ils vont passer une journée idyllique qui va fortement marquer le jeune homme. Cette idylle sera décrite en 1782 dans ses Confessions.
Le vieux pont fut construit en 1828, payé Nicolas Girod, maire de La Nouvelle-Orléans et natif de Thônes, sur ses fonds propres. Il remplace un ancien pont saccagé par l'armée française qui en 1793, venue mater la résistance du val de Thônes, avait voulu y faire passer ses canons trop larges.
Eugène Sue, auteur des fameux Mystères de Paris, vécut ses dernières années à Annecy-le-Vieux, de 1851, après le coup d'État de Louis-Napoléon Bonaparte, jusqu'à sa mort le 3 août 1857. Voici comme il décrit le torrent du Fier dans sa traversée du défilé :

« […] À nos pieds, et à une extrême profondeur, le torrent limoneux tonnait au milieu des roches qui obstruent son lit ; c'étaient des bouillonnements, des tourbillons, des ruissèlements d'une rapidité à donner le vertige… un fracas à assourdir ! Les vagues gonflées, pressées, refoulées par les obstacles, tournoyaient, bondissaient, se croisaient, se dressaient, revenant et se tordant sur elles-mêmes dans des courants les plus violemment contraires, au milieu de flots d'écume jaunâtre qui se brisaient sur des blocs à demi submergés. Une créature humaine, précipitée dans ce gouffre, au milieu d'ondes furieuses, fouettant, ébranlant des pierres énormes, n'eut pas été noyée, mais broyée et mise en lambeaux de chair et d'os […] »

### Le vallon du Fier
Le vallon du Fier est la partie de territoire traversée par la rivière dans le bassin annécien.
Avant l'an -8200, le Fier alimentait directement le lac d'Annecy à travers la plaine des Fins. Les eaux du lac suivaient un cours inférieur qui passait en contrebas de la montagne d'Âge. Au cours des siècles, les alluvions finissent par combler la plaine des Fins, la rivière trouve alors son lit actuel et finit par creuser sa vallée en aval d'Annecy-le-Vieux. Définitivement coupé du lac, le Fier, chargé de sédiments, se détourne vers Rumilly, creusant en quelques centaines d'années les spectaculaires gorges du Fier comme avec de la paille de verre.
En arrivant du défilé, le vallon du Fier sépare la commune d'Annecy-le-Vieux, quartier des Glaisins (r.g) de la commune de Villaz (r.d). À la limite avec la commune d'Argonay (r.d), il est rejoint par la rivière la Fillière (r.d) qui irrigue la vallée depuis Thorens-Glières et prend sa source au plateau des Glières, haut-lieu de la Résistance intérieure française. Après Argonay, il bifurque vers le sud-ouest et longe la commune de Pringy (r.d) et passe sous le Pont de Brogny, longe le nouveau centre hospitalier d'Annecy (r.d) et le quartier des Illettes (r.g) toujours à Annecy-le-Vieux. Puis il passe entre les communes d'Annecy (r.g) et de Meythet (r.d).

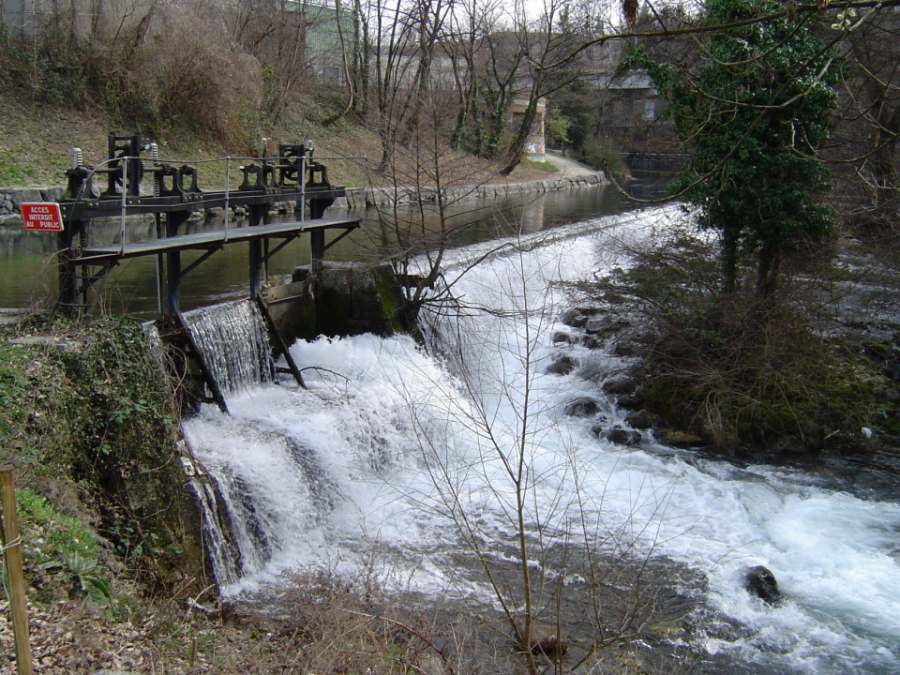
Le Thiou à Cran-Gevrier.

En arrivant sur le territoire de la commune de Cran-Gevrier, le Fier reçoit les eaux purifiées de l'usine de traitement du Siloé avant de bifurquer à nouveau vers l'ouest, il est rejoint par un nouvel affluent d'importance, le Thiou (r.g) qui est l'exutoire naturel des eaux du lac d'Annecy. Après le Thiou, la rivière passe sous le pont de Tasset.
Le vallon du Fier était jusqu'à présent un poumon vert et sauvage, mais d'accès difficile et peu fréquenté. Au début des années 2000, la Communauté de l'agglomération d'Annecy a décidé de valoriser ce milieu naturel et de le rendre aux habitants, sur une grande distance, entre le pont de Brogny et le Pont de Tasset. Les travaux ont débuté fin 2007 concernent 118 hectares de berges répartis sur les territoires des communes de Pringy, d'Annecy-le-Vieux, de Metz-Tessy, d'Annecy, de Meythet et de Cran-Gevrier. Le montant de l'opération (travaux et acquisitions foncières) a été estimé à 3,45 millions d'euros.
Sur le plan hydraulique, des ouvrages ont été prévus pour protéger les berges les plus menacées, remobiliser par le flux de la rivière des bans de matériaux en cours de fossilisation et stopper le surcreusement par l'érosion. Un nouveau bras secondaire doit être aménagé pour soulager le lit principal en cas de crue, augmenter l'espace de liberté de la rivière et favoriser l'humidification de la plaine centrale. Des aménagements accessibles aux piétons et aux cyclistes ont être créés, avec aménagement de clairières pour favoriser la biodiversité. Un arboretum et un parcours nature doivent être aménagés. Pour assurer le confort des promeneurs et la sécurité des groupes scolaires, des abris seront construits en cas de mauvais temps et quatre nouvelles passerelles doivent permettre de franchir le torrent.

### Les gorges du Fier

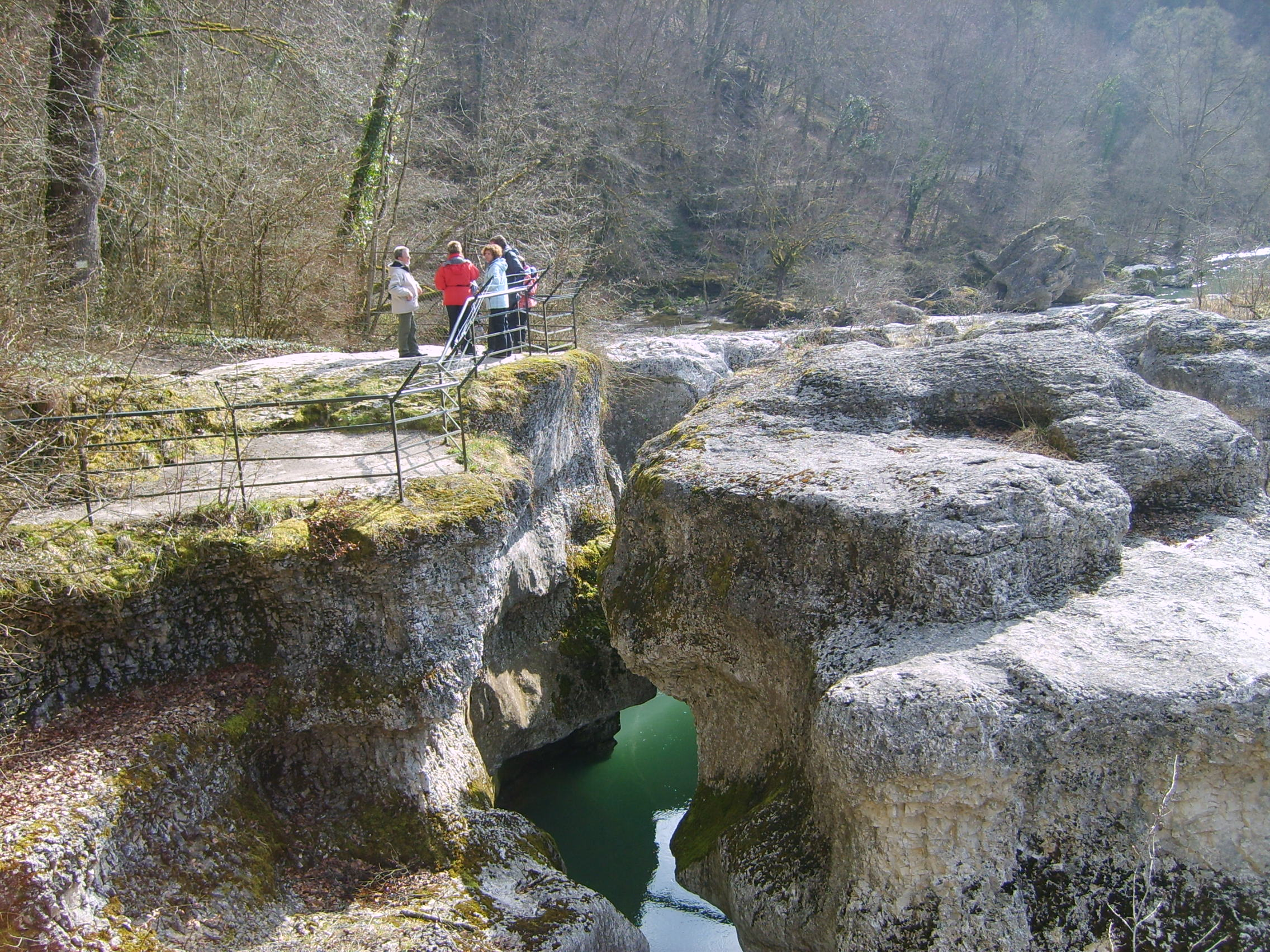
Les gorges du Fier.

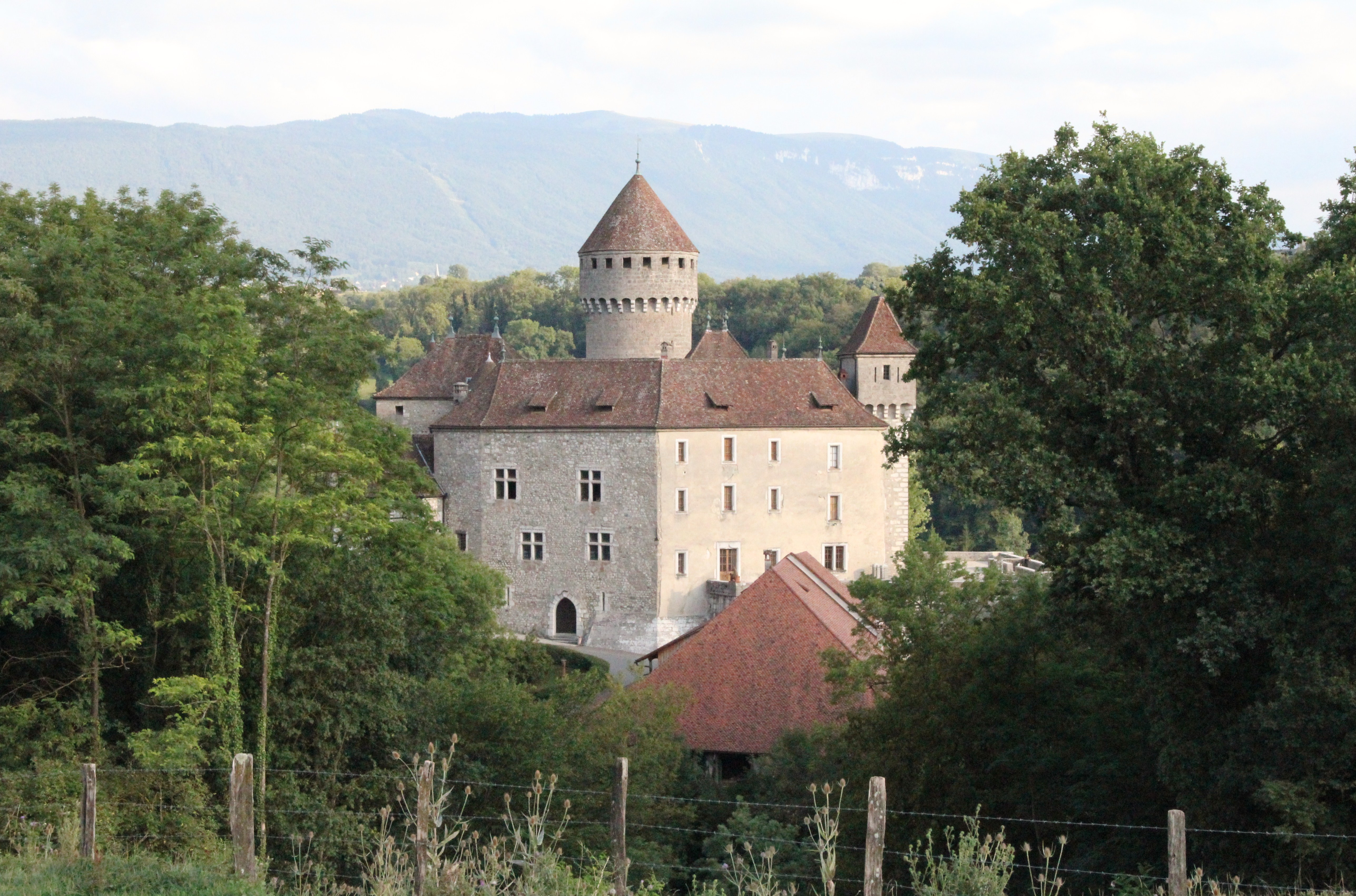
Le château de Montrottier.

Après la commune de Cran-Gevrier, le Fier pénètre dans une zone de hautes collines de la commune de Poisy. Il passe, le hameau de « Brassilly » (r.d), avant d'arriver à l'usine hydro-électrique de Brassilly et à son barrage, au niveau du hameau de « Monod » (r.d). La mise en service de l'usine date de 1904 pour la Société des Forces du Fier avant d'être nationalisée et reprise par Énergie de France en 1946. L'usine aujourd'hui est exploitée par EDF pour la période 1994-2034 et fournit l'énergie pour 5 500 consommateurs.
Après le barrage, le Fier passe au large des hameaux de « Ronzy » (r.d) et de « Carrillon » (r.g), avant d'arriver sur le site même des Gorges du Fier, dominées par le château de Montrottier (r.d, 455 m), commune de Lovagny.
Les Gorges du Fier (les Gueurlyes de Fié en francoprovençal) sont une curiosité naturelle remarquable : une gorge très étroite et profonde que l'on peut visiter grâce à une passerelle suspendue aménagée en 1869 (ce qui en fait l'un des plus vieux sites touristiques des Alpes), la rivière coule quelque 30 mètres plus bas. En période de crue les flots peuvent monter de 26 mètres à cet endroit.
À noter, en aval des Gorges au niveau du pont de chemin de fer, une perte du Fier qui s'engouffre sous la roche sur quelques mètres. Une caverne, creusée par le courant sur le mode des marmites de géants présentes en amont des Gorges, est cachée dans ces pertes.
Au sud, le village de Chavanod (r.g) et le hameau de « Belleville » (r.g) où il est rejoint par le ruisseau du Marais, puis les hameaux de « La Clave » (372 m) et de « Biollet » sur la commune d'Étercy (r.g). Au nord, le hameau de « Fond » (r.d).
Les Gorges du Fier sont le lieu de la légende tragique du Petit Page, mettant en scène Diane l'épouse du comte de Montrottier (r.d) et le comte de Pontverre du nom du château aujourd'hui en ruine (r.g), les deux châteaux se trouvant sur la commune de Lovagny.

### Le Val-de-Fier
Après la commune de Hauteville-sur-Fier (r.d), il pénètre dans le calme Val-de-Fier, au cœur du Pays de l'Albanais. Il passe les hameaux de « La Champagne » (r.g), de La Croix (r.d), de l'« Annonciade » (r.g) de « Verlioz » (r.d, commune de Vallières, 340 m), de « Le Pessey » (r.g, commune de Sales) et les deux hameaux « Le Mollard-bas » et « Le Mollard-haut » (r.g).
Laissant la ville de Rumilly au sud, il est rejoint au niveau du hameau de « Broise » (r.g) par un nouvel important affluent Le Chéran (r.g) qui vient du massif des Bauges et a irrigué Rumilly et Alby-sur-Chéran. Après cette confluence, métamorphosé, il bifurque vers le nord-ouest, et longe le hameau de « Liennet » (r.g) puis de « Verlay » (r.g) où il alimente une nouvelle centrale hydro-électrique et son barrage, où il est rejoint par le ruisseau de « Morge » (r.d) puis par le ruisseau de « Parmand » (r.g).
Il continue en longeant le hameau de « Le Chenay » (r.d) et passe entre le hameau de « Sion » (r.d) et le village de Lornay (r.g), puis le hameau de « Le Couer » (r.g) et de « Saint-André » (r.d, commune de Val-de-Fier).

Les gorges du Val du Fier.

### Les gorges du Val du Fier
Après le hameau de « Saint-André », il reprend une orientation vers l'ouest et il pénètre tout à coup dans les gorges du Val du Fier, au lieu-dit « Les bottes à Mandrin » (302 m). Au XVIIIe siècle, à ce passage les voyageurs risquaient de se faire détrousser par des bandits appartenant à la bande à Mandrin. Une légende raconte aussi que dans des temps anciens une maléfique Dame blanche jetait les voyageurs dans le Fier.
La gorges séparant la montagne des Princes (r.d) du mont du Gros Foug (r.g) est une cluse c'est-à-dire une voie naturelle de communication. Sur un peu plus de 4 kilomètres, le Fier va se transformer à nouveau en torrent impétueux pour atteindre l'altitude de 254 m au sortir des gorges, où il est accueilli par un barrage — construit à partir de 1911 et mis en eau en 1920, il mesure 30 mètres de largeur pour une hauteur de 58 mètres — et une nouvelle usine hydro-électrique. La montée des eaux du barrage a englouti une arche naturelle appelée Pont Navet (7 mètres de haut et 40 de long) car elle supportait une petite route. La route qui surplombe la rivière tout au long de la gorge a été initialement creusée par les Romains. Neuf années furent nécessaires à la construction de la route moderne avant son ouverture en 1863.

## Confluence

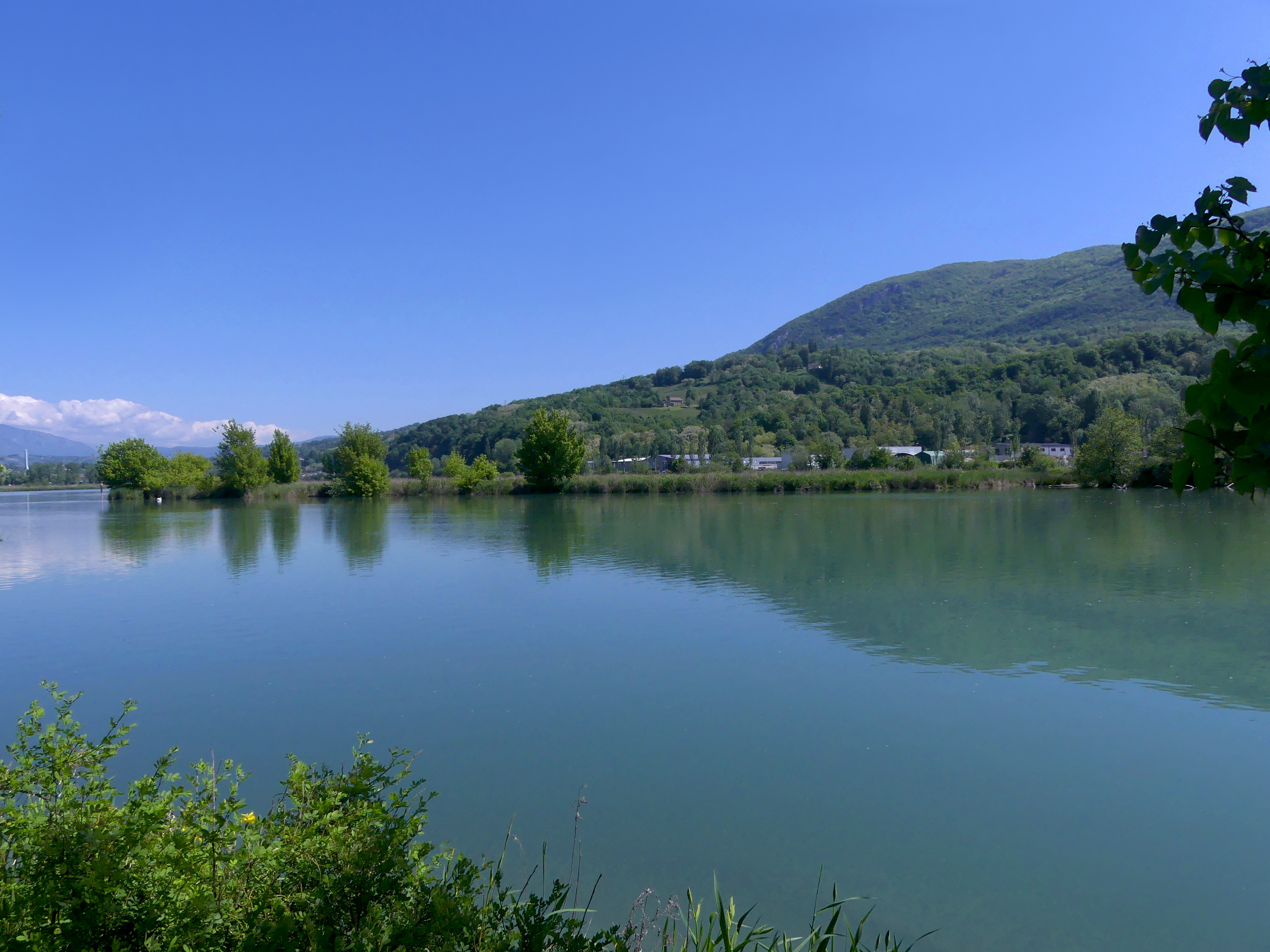
Confluence du Fier dans le Rhône.

Après la centrale, il passe entre les hameaux de « Vens » (r.d, commune de Seyssel) et de « Châteaufort » (r.g, commune de Motz), séparés par le Pont du Fier. Après le pont, il traverse avant son union définitive avec le Rhône, sur à peu près un kilomètre, une vaste zone de confluence transformée en base de loisirs. Sa force est alors assez importante pour permettre au Fier de pénétrer le fleuve dans le sens inverse du courant sur deux cents à trois cents mètres.
La zone de l'embouchure est une Zone naturelle d'intérêt écologique, faunistique et floristique (ZNIEFF), elle abrite une flore et une faune originales et très diversifiées. Elle est le point le plus bas et le plus chaud du département de la Haute-Savoie.